# Clibanarius

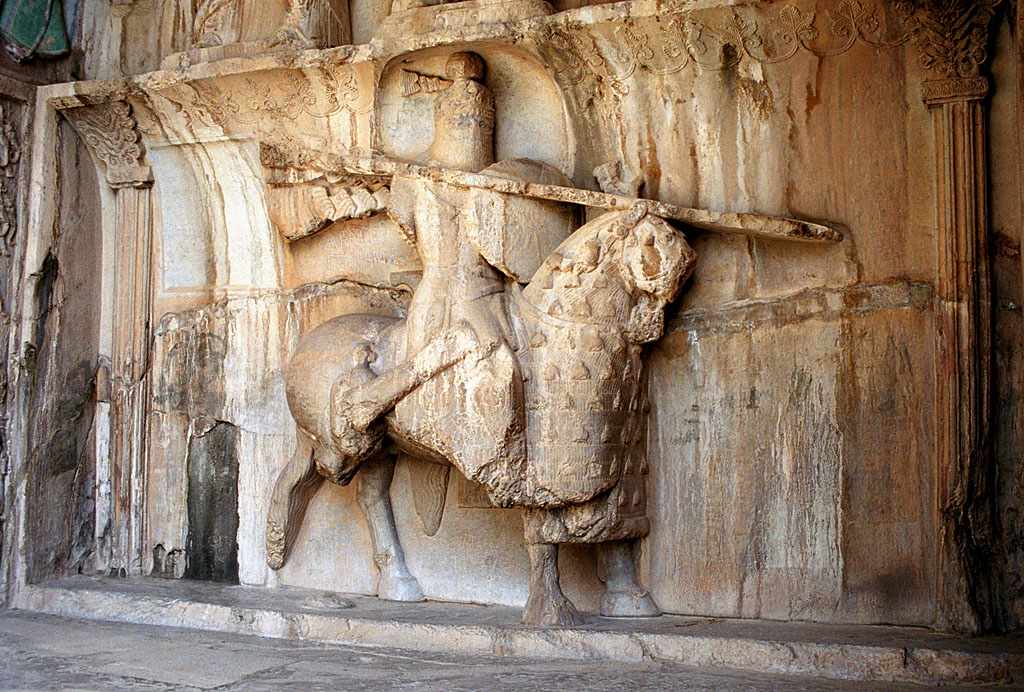
Afbeelding van een Clibanarius.

Een clibanarius (van het Griekse klibanophoros, κλιβανοφόροι, wat zoveel betekent als "kampovendragers", van het Griekse woord κλίβανος, wat "kampoven" of "metalen oven" betekent) is de zware vorm van een katafrakt met een pantsering voor paard en ruiter, die het hele lichaam bedekt.

## Beschrijving
Clibanarii werden voor het eerst door de Parthen ingezet en daarna door de Sassaniden overgenomen. Ook de Romeinen en na hen de Byzantijnen namen de clibanarii over en vervolmaakten het principe.
Gelijkaardig met de katafrakten, waren de ruiters zelf en hun paarden volledig bepantserd. Er zijn verschillende theorieën over de afkomst van deze naam, een dat ze letterlijk bijgenaamd werden als "kampovendragers" (door hun harnas verwarmden de troepen erg snel tijdens de strijd), of dat de naam afgeleid is van het Middelperzische woord griwbanwar of griva-pana-bara, wat "nekbeschermerdrager" betekent.
De cavalerie van Sjapoer II wordt beschreven door de Griekse historicus Ammianus Marcellinus, een Romeinse stafofficier die diende in het leger van Constantius II in Gallië en Perzië. Hij vocht tegen de Perzen onder Julianus Apostata, en nam deel aan de terugtocht van diens opvolger Jovianus:

"Alle compagnieën waren gekleed in ijzer, en alle delen van hun lichaam werden bedekt met dikke platen, zo gevormd dat de stijve gewrichten overeenkwam met die van hun ledematen; en de vormen van menselijke gezichten waren zo vakkundig aangepast aan hun hoofd, dat omdat hun volledige lichaam bedekt was met metaal, pijlen die op hen vielen konden enkel schade aanrichten waar ze een klein beetje konden zien door de kleine openingen voor de pupil van het oog, of waar ze konden ademen met hun neus. Van die waren sommigen bewapend met lansen, en die stonden zo onbeweeglijk dat je zou denken dat ze werden vastgehouden door bronzen klemmen.
De Perzen stelden aaneengesloten benden van met maliën beklede ruiters in zo'n dichte orde bij elkaar op tegen ons, dat het glimmen van bewegende lichamen bedekt met dicht passende platen van ijzer de ogen verblindde van degenen die naar hen keken, terwijl het hele gedrang van paarden beschermd werd door lederen beschermingen."